# Altars
Altars ist eine australische Death-Metal-Band aus Adelaide, die 2005 gegründet wurde.

## Geschichte
Die Band wurde im Jahr 2005 gegründet. 2007 kam Jon Dewar als Bassist hinzu und vervollständigte die Besetzung, die neben ihm aus dem Sänger Cale Schmidt, dem Gitarristen Lewis Fischer und dem Schlagzeuger Alan Cadman bestand. 2008 erschien ein erstes Demo. Zudem hielt die Band Auftritte ab, unter anderem zusammen mit Dismember in Adelaide. 2013 erschien das Debütalbum Paramnesia bei Nuclear Winter Records als CD und Blood Harvest Records als Schallplatte. Da Dewar die Band mittlerweile verlassen hatte, übernimmt Schmidt zusätzlich den Bass. Am 16. September 2013 wurde das Album von den Usern der Website des Revolver-Magazins zum Album der Woche gewählt.

## Stil
Laut Azmo von metal-temple.com spielt die Band auf Paramnesia eine Mischung aus Old-School- und modernem, technisch anspruchsvollem Death-Metal. Das Spiel der E-Gitarre erinnere gelegentlich an Morbid Angel und Immolation.

## Diskografie
- 2008: Altars (Demo, Eigenveröffentlichung)
- 2009: Tzun Tzu / Altars (Split mit Tzun Tzu, Advoco Terra Sonitus Productions)
- 2012: Engulfed (Split mit Heaving Earth, Nihilistic Holocaust Records)
- 2013: Paramnesia (Album, Nuclear Winter Records / Blood Harvest Records)
- 2022: Ascetic Reflection (Album, Everlasting Spew Records)